# Grammatotria lemairii
Grammatotria lemairii és una espècie de peix de la família dels cíclids i de l'ordre dels perciformes.

## Morfologia
- Els mascles poden assolir 26 cm de longitud total.[1][2]

## Alimentació
Menja mol·luscs i diatomees.

## Hàbitat
Viu en zones de clima tropical entre 23 °C-27 °C de temperatura.

## Distribució geogràfica
Es troba a Àfrica: és una espècie de peix endèmica del llac Tanganyika.